# Formation de Dinosaur Park
 (janvier 2022).
Si vous disposez d'ouvrages ou d'articles de référence ou si vous connaissez des sites web de qualité traitant du thème abordé ici, merci de compléter l'article en donnant les références utiles à sa vérifiabilité et en les liant à la section « Notes et références ».
La Formation de Dinosaur Park (anglais : Dinosaur Park Formation) est une unité géologique du Crétacé supérieur situé en Alberta et au Saskatchewan, au Canada. Elle date du Campanien et surmonte la Formation d'Oldman et est elle-même surmontée par la Formation de Bearpaw. C'est l'unité la plus récente du Groupe de Belly River. Elle est connue pour ses nombreux ossements de dinosaures comme Daspletosaurus, Chasmosaurus et Corythosaurus. De nombreuses espèces célèbres de dinosaures ont été identifiées pour la première fois à cet endroit telles Parasaurolophus ou Styracosaurus.
Elle comporte également de nombreux fossiles d'autres espèces telles des poissons, tortues, et crocodiliens. 
La région de la Formation de Dinosaur Park est interprétée comme étant une région peu accidentée, couverte de rivières et de vallées d'inondation, qui est devenue plus marécageuse, et influencée par les conditions marines dues, avec le temps, à la transgression vers l'ouest de la Voie maritime intérieure de l'Ouest (Western Interior Seaway). Le climat était plus chaud que dans l'actuel Alberta, sans gelée, mais avec des saisons plus humides et plus sèches. Les conifères étaient a priori les plantes dominantes de la canopée, avec un sous-bois de fougères, de fougères arborescentes et d'angiospermes.

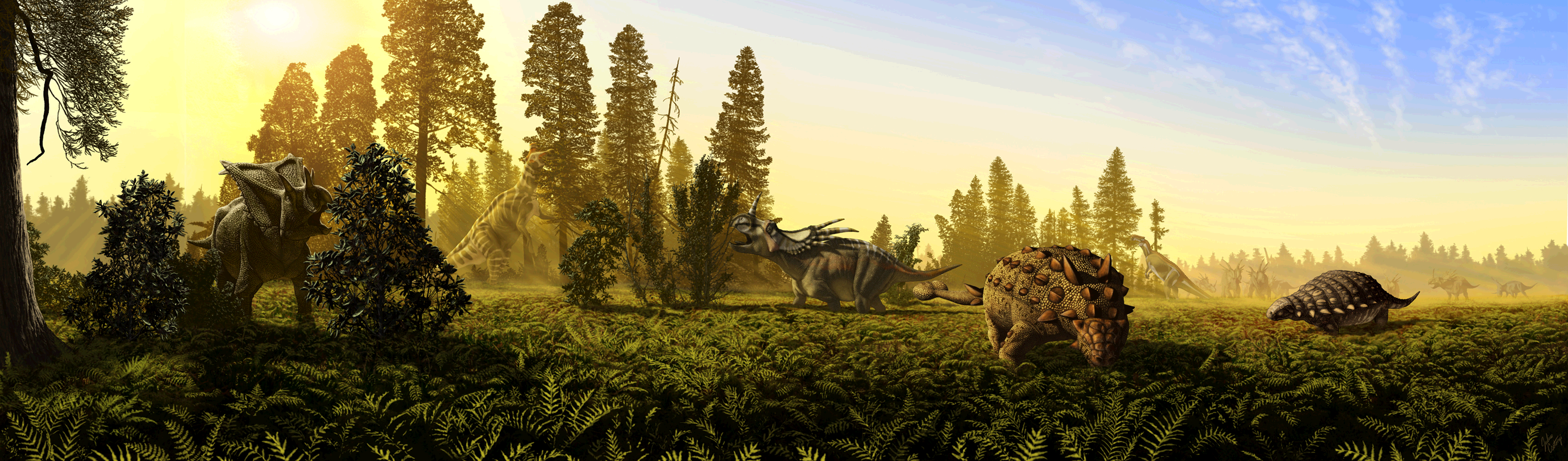
Reconstitution des dinosaures de la mégafaune de la Formation de Dinosaur Park. De gauche à droite : Chasmosaurus, Lambeosaurus, Styracosaurus, Scolosaurus, Prosaurolophus, Panoplosaurus, et un troupeau de Styracosaurus en arrière-plan